# Région métropolitaine (États-Unis)

Carte des 939 core-based statistical areas (CBSAs) des États-Unis et de Porto Rico en 2020. Les 384 MSAs sont indiquées en vert moyen.

Aux États-Unis, une région métropolitaine (en anglais Metropolitan Statistical Areas ou MSA) est un regroupement de comtés urbains se concentrant sur une ville de 50 000 habitants ou plus.

## Principe de regroupement
L'optique de ce regroupement est quelque peu différente de l'optique classique à la vision étroitement administrative (ville-centre et ses banlieues), et se rapproche de la notion d'aire urbaine française.
La région métropolitaine se définit par une approche fonctionnelle et non comme en Europe par une approche historique. Elle consiste en un noyau de comtés urbanisés auquel sont rattachés d'autres comtés extérieurs (mais contigus) sur des critères basés sur le degré d'intégration économique et social (la région métropolitaine prend le nom de la ou des villes les plus importantes incluses dans ce noyau).
Pour examiner le degré d'intégration des « comtés extérieurs » au noyau central, sont pris en compte, par exemple :
- le pourcentage de navetteurs (commuters) 
  - le comté sera retenu si 25 % de ses travailleurs exerce son activité dans le noyau central,
  - le comté ne sera pas retenu s'il y a moins de 15 % de navetteurs,
  - entre 15 et 25 % de navetteurs, on demandera par enquête à la population son avis sur la question ;
- l'éventuel excédent d'emplois dans le comté par rapport au nombre de travailleurs qui y habitent ;
- le nombre d'appels téléphoniques (le comté sera retenu si en moyenne chaque abonné fait 4 appels par mois vers le noyau central).

## Les très grandes agglomérations
Les agglomérations les plus importantes des États-Unis sont souvent des « CMSA »  (Combined Metropolitan Statistical Areas) qui regroupent plusieurs régions métropolitaines (MSA).